# Myxine pequenoi
Myxine pequenoi – gatunek bezszczękowca z rodziny śluzicowatych (Myxinidae). 

## Zasięg występowania
Wsch. Pacyfik. Znana tylko z materiału typowego złowionego w okolicach miasta Valdivia w Chile.

## Cechy morfologiczne
Osiąga max. 18,3 cm długości całkowitej. 

## Biologia i ekologia
Występuje na głębokości  185 - 215  m.